# Холл, Августа, баронесса Ллановер
Августа Холл, баронесса Ллановер (англ. Augusta Hall, Baroness Llanover), известная также, как Леди Ллановер (англ. Lady Llanover), урождённая Августа Уоддингтон (англ. Augusta Waddington; 21 марта 1801, Абергавенни, Соединённое королевство Великобритании и Ирландии — 17 января 1896, Ллановер, Соединённое королевство Великобритании и Ирландии) — британская аристократка, содействовавшая развитию валлийской национальной культуры.

## Биография
Родилась близ Абергавенни 21 марта 1801 года. Она была младшей дочерью Бенджамина Уоддингтона из Ти-Ихафа в Ллановере и Джорджины, урождённой Порт. Поместье Ллановер в Монмутшире досталось ей в наследство от родителей. В 1823 году вышла замуж за Бенджамина Холла. Через этот брак на юге Уэльса были объединены большие поместья Ллановер и Аберкарн.
В 1855 году Бенджамин Холл был назначен комиссаром, ответственным за работы по возведению башни Елизаветы, которая получила прозвище Биг-Бен по имени своего строителя. В течение нескольких лет он был членом парламента от округа Монмут. После Ньюпортского восстания переехал в Лондон. В 1838 году получил титул баронета. В 1859 году, служа министром в кабинете Пальмерстона, получил титул барона Ллановера и стал членом палаты лордов. У леди Ллановер с супругом были сложные отношения. Она пережила его почти на тридцать лет. Из рождённых ими в браке детей, выжила только дочь Августа Шарлотта Елизавета Холл, которая в 1846 году вышла замуж за Джона Артура Эдуарда Герберта из Ллаарта. Их сын, Айвор Герберт, 1-й барон Треуэн, дослужился до звания генерал-майора во время Первой мировой войны.
В 1828 году барон и леди Ллановер заказали архитектору Томасу Хопперу построить для них Ллановер-Холл. Усадьба была спроектирована, как семейный дом и культурный центр одновременно.
Леди Ллановер всегда интересовалась кельтской культурой. Её сестра Фрэнсис Уоддингтон была замужем за бароном Бунсеном, послом Пруссии в Великобритании Барона Бунсена, также проявляла интерес к истории и культуре кельтов. Большое влияние на леди Ллановер оказала личность валлийского барда Томаса Прайса, с которым она познакомилась на эйстетводе 1826 года. Он обучил её валлийскому языку. Она тоже стала бардом и сочиняла стихи на валлийском языке под псевдонимом Гвенинен Гвент, то есть «Пчела Гвента». Леди Ллановер в числе первых вступила в Валлийское общество в Абергавенни. Она никогда не владела валлийским языком на уровне родного, но была активной сторонницей сохранения и популяризации валлийской культуры. Домашнее хозяйство в Ллановер-Холл было организовано ею в соответствии с валлийскими традициями; в доме баронессы все носили традиционную валлийскую одежду. Барон Ллановер поддержал супругу. В парламенте он выступил за право валлийцев проводить богослужение в своих храмах на валлийском языке.
Во время эйстетвода в Кардиффе в 1834 году леди Ллановер выиграла первый приз за свое эссе о преимуществах, связанных с сохранением валлийского языка и валлийского национального костюма. По заказу баронессы была написана серия акварелей с изображением валлийских костюмов. Её деятельность привела к утверждению канона традиционного валлийского костюма, и, как следствие, укреплению национального самосознания у валлийцев.
В 1850 году она основала первый журнал для женщин на валлийском языке, который назывался «И Гимрес» («Валлийка»). Баронесса также издала книгу, посвящённую традиционной валлийской кухне. Большое внимание она уделяла развитию народной музыки: поощряла производство и использование традиционной валлийской тройной арфы, издала «Сборник валлийских напевов», сотрудничала с валлийскими музыкантами, такими как Мэри Джейн Уильямс, известная арфиста, певица и гитаристка и Генри Бринли Ричардс, композитор, известный автор гимна «Бог благослови принца Уэльского».
Леди Ллановер являлась покровительницей Общества валлийских рукописей, Уэльского коллегиального учреждения в Лландовери, финансировала сборник валлийского словаря Даниэля Сильвана Эванса. Она приобрела валлийские манускрипты Талисина Уильямса, Тэлисиана аба Иоло и сборник Иоло Морганва (Эдварда Уильямса) (ныне в Национальном музее Уэльса в Кардиффе).
Другим главным занятием баронессы была поддержка движения за трезвость. Леди Ллановер закрыла все питейные заведения в своих землях, вместо которых ею были открыты скромные гостиницы. Всю свою жизни она выступала против пьянства и говорила о вреде алкоголизма. Её борьба за трезвость в форме воинствующего протестантизма, сблизила её с кальвинистскими методистскими группами, но баронесса не перешла в них из англиканства.